# Ерёмин, Владимир Николаевич
Владимир Николаевич Ерёмин (12 июня 1951 — 8 февраля 2014, Барнаул, Российская Федерация) — советский и российский тренер по самбо, заслуженный тренер России.

## Биография
Мастер спорта СССР по самбо. Один из основателей известной российской школы борьбы «Спарта».
Заслуженный тренер России, судья республиканской категории. Среди его учеников двукратный чемпион мира по самбо Вячеслав Елистратов.